# Émile Deville
 (septembre 2017).
Si vous disposez d'ouvrages ou d'articles de référence ou si vous connaissez des sites web de qualité traitant du thème abordé ici, merci de compléter l'article en donnant les références utiles à sa vérifiabilité et en les liant à la section « Notes et références ».
Émile Deville (1824-1853) est un médecin, naturaliste et taxidermiste français.

## Biographie
Employé au Muséum national d'histoire naturelle de Paris, il fait partie en tant que taxidermiste de l'expédition en Amérique du Sud que dirige Francis de Castelnau. Partie de Brest le 30 avril 1843, l'expédition, qui compte dans ses rangs également le botaniste Hugh Algernon Weddell (1819-1877), et le géologue Alexandre Hulot d'Osery (1819-1846), s'achève en 1847.
Deville en rapporte de nombreux spécimens et notamment des perroquets dont il décrira de nouvelles espèces, par exemple la Conure de Bonaparte (Pyrrhura lucianii) et la Conure de Weddell (Aratinga weddellii). Il est également le descripteur avec Isidore Geoffroy Saint-Hilaire (1805-1861) du Callicebus discolor et avec Castelnau de différentes espèces de crabes.
D'autres espèces lui ont été dédiées, entre autres le toui de Deville (Brotogeris cyanoptera (Pelzeln, 1870)), la Conure de Deville (Pyrrhura devillei (Massena & Souance, 1854)) ou le characin Brycon devillei (Castelnau, 1855).

## Travaux
- Description de quelques Mammifères et Oiseaux nouveaux de L'Amérique méridionale. Revue et magasin de zoologie pure et appliquée, 1849, 1, p. 55-58
- Notice sur le Barbu orangé du Pérou (Capito Peruvianus); sur le Barbu de la Guyane (C. erythrocephalus ou Cayannensis), et sur une variété intermédiaire ou espèce nouvelle (C. amazonicus?), par MM. E. Deville et O. Des Murs. Revue et magasin de zoologie pure et appliquée, 1849, 1, p. 161-176
- Note sur une nouvelle espèce de Couroucou (Trogon ramoniana) et sur le Trogon meridionalis, par MM. E. Deville et O. Des Murs. Revue et magasin de zoologie pure et appliquée, 1849, 1, p. 331-333
- Note sur quatre espèces nouvelles d'oiseaux provenant de l'expédition de M. Castelnau; le Conurus Weddellii, C. jugularis, C. Luciani et Cultrides Pucheranii. Revue et magasin de zoologie pure et appliquée, 1851, 3, 209-213
- Description d'une nouvelle espèce de Cotinga provenant de l'expédition de MM de Castelnau et Deville dans l'Amérique du Sud ; par MM. E. Deville et Sclater. Revue et magasin de zoologie pure et appliquée, 1849,1, p. 226-227
- Observations faites en Amérique sur le mœurs de différentes espèces d'Oiseaux-Mouches, suivies de quelques notes anatomique et de mœurs sur l'Hoazin, le Caurale et le Savacou. Revue et magasin de zoologie pure et appliquée, 1852, 4, p. 209-226
- in Francis de La Porte de Castelnau, Animaux nouveaux ou rares recueillis pendant l'expédition dans les parties centrales de l'Amérique du Sud, de Rio de Janeiro à Lima, et de Lima au Para : exécutée par ordre du gouvernement Français pendant les années 1843 à 1847 - Mammifères Par M. Paul Gervais - Description d'un nouveau genre de Rongeurs, sous le nom de Lasiuromys, par M Émile Deville. 1855, p. 104-106